# Justus Takayama Ukon
Blahoslavený Justus Takayama Ukon (1552, Ósaka – 3. nebo 5. února 1615, Manila) přezdívaný Kristův samuraj, byl japonský katolický samuraj a daimjó z období Sengoku. Pocházel z feudální rodiny, která přijala křesťanství. Proslul svou službou chudým a trpícím. Bývá znázorňován jako bojovník s mečem, na němž je vyobrazen ukřižovaný Kristus. Ukon se stal prvním japonským samostatně blahořečeným světcem.

## Život
Narodil se roku 1552 v prefektuře Osaka. Jeho otec byl členem vysoké šlechty a konvertoval ke křesťanství. Justus přijal křest v 12 letech. Vydal se na „cestu meče“ a spravoval město Takatsuki. O několik let později v souboji zabil protivníka, avšak sám utrpěl vážnější zranění. V tomto období začal přemýšlet o hlubším smyslu života. Roku 1574 se oženil a se svou ženou měl 5 dětí. Když měl řešit spor feudálních pánů, dostavil se na místo bitvy neozbrojen a snažil se vše vyřešit diplomatickou cestou, aby nedošlo ke zbytečnému krveprolití. Což bylo od zkušeného bojovníka velmi nečekané.
Justus se stal misionářem, podporoval náboženské vzdělávání a zakládal kněžské semináře. V jednom z jeho seminářů vystudoval pozdější mučedník sv. Pavel Miki se svými druhy. Počet křesťanů v Japonsku postupně rostl, ale již roku 1587 vykázal Tojotomi Hidejoši všechny misionáře pryč ze země. Mnoho šlechticů muselo zemřít kvůli svému vyznání. V roce 1614 bylo křesťanství úplně zakázáno. Justus se zřekl svého postavení a se skupinou dalších 300 věřících emigroval na Filipíny. Zemřel vyčerpáním 3. nebo 5. února 1615.

## Odkazy

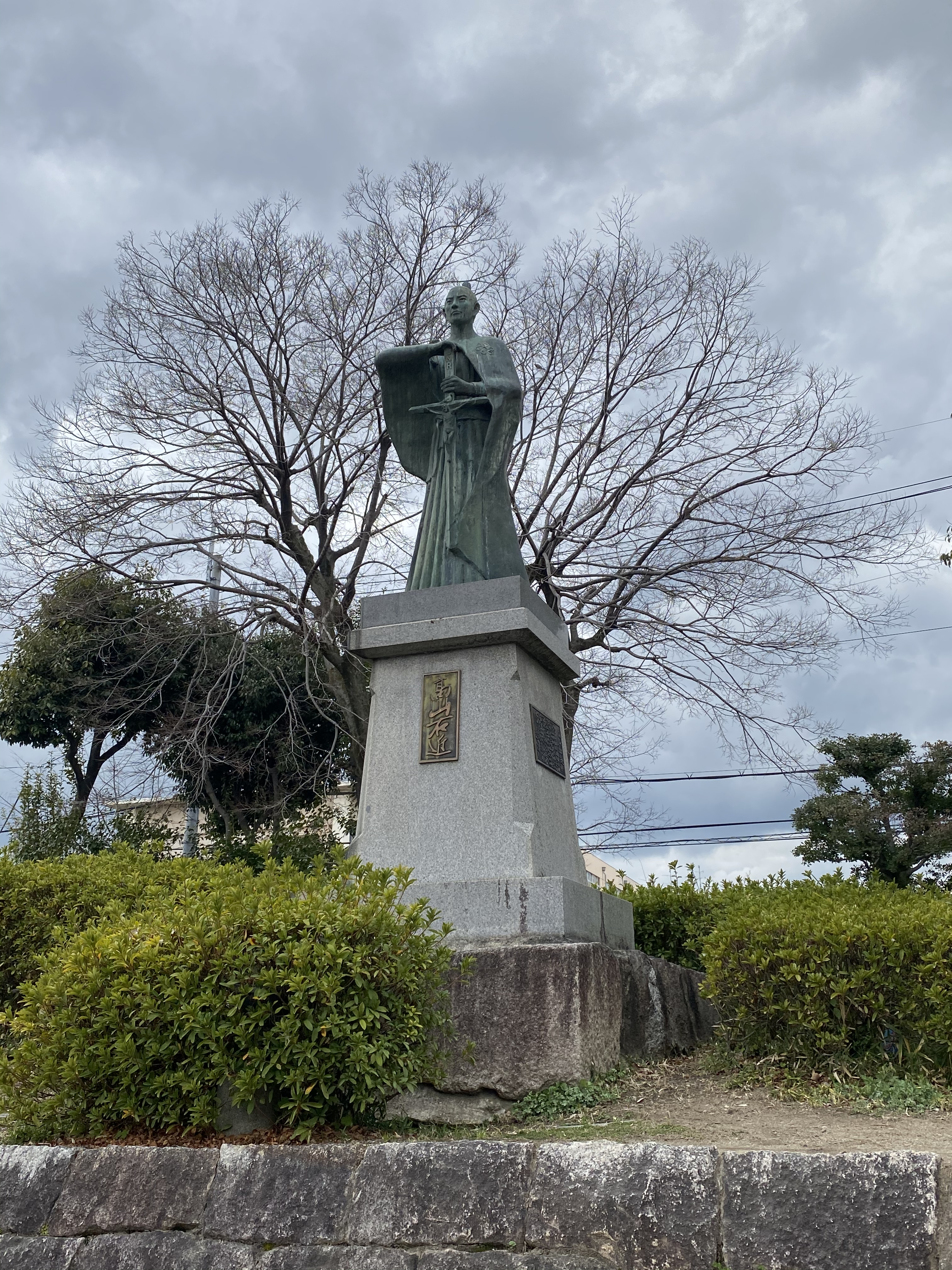
Socha